# Rhinichthys cobitis
Rhinichthys cobitis és una espècie de peix cipriniforme de la família dels ciprínids.

## Morfologia
- Els mascles poden assolir 6 cm de longitud total.[1][2]

## Hàbitat
És un peix d'aigua dolça i de clima temperat.

## Distribució geogràfica
Es troba a Nord-amèrica: conques dels rius Gila a Nou Mèxic i Arizona (Estats Units) i San Pedro a Arizona (Estats Units) i el nord de Sonora (Mèxic).